# Glaresis thiniensis
Glaresis thiniensis är en skalbaggsart som beskrevs av Verdu och Eduardo Galante 2001. Glaresis thiniensis ingår i släktet Glaresis och familjen Glaresidae. Inga underarter finns listade i Catalogue of Life.